# Brenes
Brenes é um município da Espanha na província de Sevilha, comunidade autónoma da Andaluzia, de área 22 km² com população de 12022 habitantes (2007) e densidade populacional de 546,45 hab./km².

## Demografia
| Variação demográfica do município entre 1991 e 2004 | Variação demográfica do município entre 1991 e 2004 | Variação demográfica do município entre 1991 e 2004 | Variação demográfica do município entre 1991 e 2004 |
| --------------------------------------------------- | --------------------------------------------------- | --------------------------------------------------- | --------------------------------------------------- |
| 1991                                                | 1996                                                | 2001                                                | 2004                                                |
| 10314                                               | 10623                                               | 10795                                               | 11156                                               |